# 駿河メイ
駿河 メイ（するが めい、1999年5月30日 - ）は、日本の女性プロレスラー。京都府出身。チョコプロ レスリング所属。血液型B型。メイ・サン＝ミッシェル名義でも活動する。さくらえみの主催する「誰でも女子プロレス」の練習に参加していた中の一人であり、同団体からのデビュー第一号である。

## 経歴

### 2018年
- 4月15日、上京し我闘雲舞の練習生となる。
- 4月30日、市ヶ谷大会にて行われたドロップキック大会に出場し優勝を果たす。
- 5月3日、静岡にて行われた「由比の桜えび祭り」に我闘雲舞のアイドルユニット「おにぎりプロレス」のメンバーとして出演。
- 5月9日、市ヶ谷大会にて5月27日北沢タウンホール大会でのデビュー決定が発表される。入団から1ヶ月というスピードデビューとなった。
- 5月20日、市ヶ谷大会にてデビュー前唯一のエキシビジョン。
- 5月27日、北沢タウンホール大会でのさくらえみ戦でデビュー[1]。
- 6月2日、HEAT-UP高島平大会に当日欠場となったさくらえみの代打として緊急出場し田村和宏と対戦。ドローなら観客によるジャッジメントが行われるルールでドローに持ち込み観客の支持を得て勝利、特殊ルールながらデビュー3戦目にして自身初勝利をあげる[2]。
- 8月1日、新宿FACEにて行われたDDT闘うビアガーデン2018～酒呑童子＆HARASHIMA DAY～」に参戦、さくらえみ・里歩とのタッグで沙希様・マーサ・世志琥様のNEO美威獅鬼軍と対戦も、マーサに丸め込まれ敗北。試合後、ポイズン澤田JULIEの策略により蛇人間改造エキスを飲まされ他の我闘雲舞の面々と共に蛇人間へと改造される。同大会のメインにて蛇界のメンバーとして登場、酒呑童子のメンバーにマラカスを鳴らし攻撃。蛇界が破れた試合後は解毒剤により元に戻る。
- 8月4日、稲田堤道場大会にて希月あおいとのタッグで里歩・紺乃美鶴と対戦し希月が美鶴から勝利、タッグマッチでの初勝利となる[3]。
- 8月5日、9月に行われるバンコクでの大会に出場が決定、自身初の海外遠征。
- 8月18～19日、センダイガールズプロレスリングの青森・仙台大会に水森由菜と共に初参戦。
- 9月23日、バンコク・KBank Siam-Pic Ganeshaにて開催された我闘雲舞6周年記念大会にさくらとともに出場。
- 10月5日、市ヶ谷大会にて希月あおいと対戦し、ほうき星で自身初の直接3カウントを取っての勝利。またこれが希月の引退前最後のシングルマッチとなった。
- 10月25～28日、「五十嵐商会ハロウィン祭」にて行われたセンダイガールズプロレスリングのイベントプロレスに参戦。
- 11月17日、センダイガールズプロレスリングの大阪府立体育館第二競技場大会に参戦、自身初の関西凱旋となる。
- 11月23日、くいさん自己満足興行新木場1stRING大会に参戦。その後の我闘雲舞市ヶ谷大会でHEAT-UPのTAMURAとのタッグチーム「メイ社長」を結成。
- 11月26日、GrappleMax新木場1stRING大会に参戦。
- 12月1日、デコ仲間である志田光とのタッグチーム「DKパワーズ」結成
- 12月2日、PURE-J板橋グリーンホール大会で同団体に初参戦。マリ卍と対戦し勝利している。
- 12月21日、みちのくプロレス後楽園ホール大会で同団体に初参戦。同時にこの試合が後楽園デビューとなる。
- 12月28日、SEAdLINNNG新木場大会で同団体に初参戦。3vs3のイリミネーションマッチで勝利をあげている。

### 2019年
- 1月5日、自身2度目となる海外遠征。中国・角斗之王Ⅲにさくらとともに出場
- 1月9〜10日、中国から香港へ移動し、香港プロレスHKWFにさくらとともに出場
- 1月22日、この日行われた新木場1stRING大会で初めての横断幕が掲げられた。
- 2月8日、市ヶ谷に届いた無印良品の新しいスーツケースが入っていた段ボールに入れられてすてられてしまう。その時渡された食料は、きなこ棒一袋と水(500ml)三本。その後、自力でぴょんぴょこ生還
- 2月10日、仙女で里村明衣子とのタッグチーム『メイコメイ』を結成し、コマンド・ボリショイの仙女での最後の試合の相手を里村と共に務める
- 2月28日、SEAdLINNNG新木場大会にて初のハイスピードマッチ。マーベラスの星月芽依とのタッグ「メイメイ」で素晴らしい動きを見せるも敗退。インフォメーションコーナーでレフェリーの南月たいようと意気投合しハイスピードでのリベンジを誓う。
- 4月1日、WAVE新木場1stRING大会に参戦。これが自身WAVE初参戦。
- 5月5日、PURE-J板橋大会にて、藤ヶ崎矢子休業前最後の相手として対戦。勝利している。
- 5月6日、6月4日新木場大会で里歩の持つスーパーアジアの次期挑戦者を決めるトーナメントが開催され、一回戦でさくらえみ、決勝戦で水森由菜を破りトーナメントに優勝。挑戦権を得る。また、GW期間中に各団体を視察して回っていたプロレスリングEVEの代表を務めるダン＆エミリー夫妻から、11月に開催されるSHE-1トーナメントの出場権を予選なしで与えられる。これは、センダイガールズプロレスリングの里村明衣子に次ぐ快挙である。
- 5月12日、ディアナ後楽園ホール大会でさくらえみのセコンドにつき、試合後さくらと戦った梅咲遥のもとへ歩み寄り、睨んだあと退場した。
- 6月2日、長野県南牧村にて行われた元気まつりの中の催しとして開催された、信州プロレスの第二試合に出場。これが自身初の野外での試合となった。なお、この試合ではレタスをイメージした緑のコスチュームで登場。このコスチュームは、引退した希月あおいが使用していた緑のコスチューム３つを掛け合わせてリメイクしたものとなっている。シュシュだけは、この日のために新たに作成された。
- 6月4日、新木場1stRING大会にてスーパーアジア選手権試合を里歩と行う。これが自身初のタイトルマッチとなった。
- 6月27日、Number誌によるプロレス総選挙2019で総合31位となる。
- 6月30日、急遽開催された新宿FACE決起大会にてレタスコスチュームで登場２度目のお披露目となった。
- 7月2日、ディアナの梅咲遥と初めてのシングルマッチは、ほうき星で勝利した。
- 7月7日、仙女後楽園大会で愛海＆梅崎遥 vs 神童ミコト＆駿河メイが組まれていたが、愛海欠場のためカードが変更となり、梅崎遥＆駿河メイの初タッグが実現した。
- 7月21日、noteで執筆中だった『メイビーアンビシャス』の更新が滞っていることをさくらえみに指摘され、次の回を最終回として打ち切りを宣告される。
- 7月27日、OSC湘南シティ(平塚)にて行われた「サマーアイドルフェスティバル」で昆布美鶴と共に「おにぎりプロレス」のメンバーとして出演。
- 8月15日、サムライTVの番組「女子プロレスのお仕事」で初のMCを任され、この日が初回放送となった。
- 8月17日、『メイビーアンビシャス』正真正銘最終回の販売。付属の写真のパターンは４種類用意されている。
- 9月10日、新木場1stRING大会にてアジアドリームタッグ選手権試合を水森由菜&SAKIと行う。パートナーは米山香織。これが自身初のタッグでのタイトルマッチとなった。また、全試合終了後志田光より日本ラストシングルマッッチの相手として指名され、10.15志田自主興行でシングルマッチが組まれることになった。
- 9月16日、廃刊となった『メイビーアンビシャス』が月刊誌『月刊メイビー』としてこの日より復活。9月なのに何故か7月号。
- 9月18日、SEAdLINNNG後楽園ホール大会にてBEYOND THE SEAタッグ選手権の挑戦者として星月芽依と共に名乗り出る。王者チーム（世志琥＆松本浩代）はこれを承諾しタイトルマッチが決定した。
- 9月21日、タイで行われる我闘雲舞7周年記念大会にさくら、水森、帯広、美鶴と共に参戦。自身3度目となる海外遠征。
- 10月6日、SEAdLINNNG新宿FACE大会にてBEYOND THE SEAタッグ選手権を行う。これが自身初の多団体のベルト挑戦となった。
- 10月15日、志田光の日本での最後のシングルマッチとして組まれた試合でメイプラモデルで勝利する大金星をあげた。
- 10月31日、我闘雲舞新木場大会にてさくらえみの持つ3CW女子選手権にメインイベントで挑戦。これが自身初の海外のベルト挑戦となった。
- 11月9～10日、プロレスリングEVEで行われたSHE-1トーナメントに参戦。1勝2敗で予選敗退。自身初のイギリス遠征。

### 2020年
- 1月27日、2月24日に行われる花月引退興行へ参戦することが発表される。対戦相手はフリーの小林香萌とスターダムのAZM3WAYマッチ。
- 1月28日、3月21日に行われるタイのSETUPへ参戦することが発表される。対戦相手はクリスタル。
- 1月29日、サムライTVの「速報！バトル☆メン」に新成人ゲストとして呼ばれる。番組の企画で行われたメイトラダムスの大予言では2021年海外へ留学、2025年ベルトが腰に、2030年子供を抱える母に、2070年ひなたぼっこが趣味と回答。また番組内で2.9王子BASEMENT MONSTER大会の対戦相手Xが花月であることがさらっと発表される。
- 2月9日、花月と最初で最後のシングルマッチ。試合後、花月の引退試合の相手である里村明衣子に勝利することを花月に約束させた。
- 2月24日、花月引退興行にて、スターダムのAZMと3WAYで初対戦。
- 2月26日、全日本プロレス新木場大会にて駿河メイの友人であるピンクめんそーれ初登場。
- 3月5日、センダイガールズプロレスリングじゃじゃ馬トーナメント2020への出場が決定。
- 3月8日、抽選会にてじゃじゃ馬トーナメント2020一回戦でSEAdLINNNG花穂ノ利との対戦が決定。
- 3月28日、じゃじゃ馬トーナメント2020一回戦でSEAdLINNNG花穂ノ利を撃破し２回戦進出となったがコロナウイルスの影響によりトーナメント自体が延期となった。
- 4月4日、この日新型コロナウイルスの影響により2020年8月までの我闘雲舞の大会は全て中止が発表された。
- 8月2日、新型コロナウイルスの影響により延期となっていたじゃじゃ馬トーナメント2020において２回戦進出が決定していたが、自団体の大会再開が未定であることや状況を考慮し団体方針のもと話し合いがもたれた結果、棄権となった。[4]
- 10月10日、チョコプロシーズン３にてMVP獲得
- 11月7日、東京女子プロレスTOKYO DOME CITY HALL大会に参戦。これが自身東京女子初参戦。
- 11月20日、東京女子プロレス新宿FACE大会にて、NEO美威獅鬼軍の新メンバーXとして駿河メイによく似たメイ・サン＝ミッシェル初登場。
- 12月31日、アジアドリームタッグ選手権試合でさくらえみ&米山香織を破り新王者に戴冠。自身初のタイトル。

### 2021年
- 1月29日、チョコプロ85新木場1stRING大会で行われたアジアドリームタッグ選手権試合で水森＆クリス組に勝利し、初防衛に成功。
- 2月4日、AEWで行われるWOMEN'S WORLD CHAMPIONSHIP ELIMINATOR TOURNAMENTへの参戦が発表される。
- 2月12日、東京女子プロレスで行われる第1回"ふたりはプリンセス"Max Heartトーナメントにメイ・サン＝ミッシェルが参戦することが発表される。
- 2月16日、AEWで行われたWOMEN'S WORLD CHAMPIONSHIP ELIMINATOR TOURNAMENT1回戦で東京女子プロレスの坂崎ユカと対戦し敗退。
- 2月20日、東京女子プロレスで行われた第1回"ふたりはプリンセス"Max Heartトーナメント１回戦突破。
- 2月21日、東京女子プロレスで行われた第1回"ふたりはプリンセス"Max Heartトーナメント２回戦突破。
- 2月21日、チョコプロシーズン５にてMVP獲得
- 2月27日、チョコプロ91で行われたアジアドリームタッグ選手権試合でチエ＆刃組に勝利し、2度目の防衛に成功。
- 3月6日、東京女子プロレスで行われた第1回"ふたりはプリンセス"Max Heartトーナメント優勝。4.17後楽園大会で爆れつシスターズのプリンセスタッグ挑戦が決定する。
- 3月27日、チョコプロ100DAY1で行われたアジアドリームタッグ選手権試合でさくら＆藤田組に勝利し、3度目の防衛に成功。
- 4月17日、東京女子プロレス後楽園大会にて、爆れつシスターズの持つプリンセスタッグ王座に挑戦しメイ・サンが天満のどかを破り新王者に戴冠。第8代王者に輝く。
- 4月18日、チョコプロ108で行われたアジアドリームタッグ選手権試合でPSYCHO&CHANGO組に勝利し、4度目の防衛に成功。
- 4月29日、チョコプロ109で行われたアジアドリームタッグ選手権試合で桐原季子&アントーニオ本多組に勝利し、5度目の防衛に成功。
- 5月4日、東京女子プロレス後楽園大会にて行われたプリンセスタッグ選手権試合で舞海魅星&鈴芽組に勝利し、初防衛に成功。
- 5月8日、Twitterのフォロワー1万達成。
- 5月9日、OZアカデミー初参戦。AKINOとのシングルマッチに敗れるも存在感を示す。
- 6月4日、チョコプロ123で行われたアジアドリームタッグ選手権試合で藤田ミノル＆山下りな組に勝利し、6度目の防衛に成功。試合後藤田ミノルの持つスーパーアジア王座への挑戦を表明し、受諾され6.12チョコプロ125でタイトル挑戦が決定。
- 6月17日、東京女子プロレス後楽園大会にて行われたプリンセスタッグ選手権試合で山下実優&伊藤麻希組に勝利し、2度目の防衛に成功。
- 7月19日、チョコプロ136で行われたアジアドリームタッグ選手権試合で水森由菜＆SAKI組に勝利し、7度目の防衛に成功。
- 10月3日、チョコプロ162で行われたアジアドリームタッグ選手権試合で高梨将弘＆星誕期組、小石川チエ＆新納刃組との3Wayマッチに勝利し、8度目の防衛に成功。
- 10月9日、東京女子プロレス大田区総合体育館大会にて行われたプリンセスタッグ選手権試合で瑞希&坂崎ユカ組に敗北を喫し3度目の防衛に失敗。
- 10月23日、 東京女子プロレス新木場大会にてメイ・サン＝ミッシェルが試合後、美味しいフランスパンが食べたくなりフランスへ帰郷。
- 11月4日、さくらえみ率いるKiller Queensの一員としてAEWにダークバージョンの駿河メイで登場。
- 12月6日、日本に帰国することを発表。帰国後はベルト戴冠から丁度1年にあたる、2021.12.31のチョコプロでアジアドリームタッグ選手権試合を行うことを宣言。
- 12月30日、OZアカデミー後楽園大会でOZアカデミー認定タッグ新王者となった松本&山下組の初防衛戦の相手として花園桃花と共に挑戦表明。2.6大阪176BOX大会での挑戦が決定。
- 12月31日、チョコプロ187で行われたアジアドリームタッグ選手権試合で高梨将弘＆クリスブルックス組と引き分け9度目の防衛に成功。

### 2022年
- 2月12日、チョコプロ200Day1で行われたアジアドリームタッグ選手権試合で小石川チエ＆米山香織組に勝利し、10度目の防衛に成功。
- 2月26日、チョコプロ204で行われたアジアドリームタッグ選手権試合で高梨将弘＆クリスブルックス組に敗北を喫し11度目の防衛に失敗。
- 3月27日、スターダム両国国技館大会第２試合で行われたシンデレラランブルで優勝。AZMの持つハイスピード王座に挑戦が決定[5]。
- 4月29日、スターダム大田区総合体育館大会で、AZMの持つハイスピード王座に挑戦。あずみ寿司で敗れる[6]。
- 5月26日、新宿FACEで開催された「駿河メイ4周年記念大会～りんごちゃんとなかまたち」のメインイベントで鈴芽と対戦、ニュートンクラッシュで勝利[7]。

## タイトル歴

### 駿河メイ
チョコプロ レスリング
- スーパーアジア王座
  - 第6代
- アジアドリームタッグ王座
  - 第9代（パートナーはバリヤンアッキ）

### メイ・サン＝ミッシェル
東京女子プロレス
- プリンセスタッグ王座
  - 第8代（パートナーは沙希様）
- "ふたりはプリンセス"Max Heartトーナメント
  - 2021年優勝（パートナーは沙希様）

## 人物
- リングネームである駿河の由来は駿河湾から来ている。駿河湾は深さが日本一（実際は世界一）であり、さくらえび唯一の漁獲対象地であることよりナンバーワンでオンリーワンなプロレスラーになりたいという願いが込められている。
- 好物は唐揚げ、きな粉、カツ丼[8]。
- 物販にて、noteの公式ブログを手書きにて書き起こした「メイ・ビーアンビシャス」を生写真付きで販売している。
- カラオケでは松田聖子をよく歌唱する
- 希月あおいの引退興行にて、希月が入場時に使用していた羽のコスチュームパーツを継承、以降の試合の入場時にも使用している。
- 緊張した時は胸をどんどんズンズン叩く

## テーマ曲
- メイビーアンビシャス

## 得意技
ほうき星
相手の背中におんぶの状態で飛びつき、相手の頭を押して前方回転させ、外道クラッチの形で抑え込む
プロペラクラッチ
四つん這いの相手に後ろ向きにまたがり、両腕を左右に伸ばして横に旋回した勢いで相手をひっくり返しエビに固める
メイプラモデル（肩車式プロペラクラッチ）
肩車状態で両腕を左右に伸ばして横に旋回、相手の首を支点にひねりを加えながら背中の方へ回転し、回転エビ固めの要領でエビに固める。名前の由来はカポッと相手の肩に乗るのが、プラモデルにみえるから
ニュートンクラッシュ　
中腰の相手へのプロペラクラッチ。2021年6月4日ChocoPro123藤田ミノル戦にて初披露。ハイビスカスみぃがデビュー初期に使用していた「ねぶたドロップ」と同型。
PhoenixRises
プロペラクラッチに捕らえてフォールをしている最中に相手の両手をクロスアームに取り、その状態で相手を引っ張り後転しジャックナイフの形でクラッチしフォールする。当初はプロペラスペシャルという名称だったが2022年9月17日の新宿FACE大会より現在の名称になる。
ドロップキック
フルネルソン
アップル・ミューティレーション
フルネルソンの形から相手をつぶしうつ伏せにさせ、そのまま前転してブリッジして絞り上げる。ハーフネルソンの場合は「アップル・カット・ミューティレーション」または「ハーフ・アップル・ミューティレーション」となる。
ルシファー
片腕をネルソン、もう片腕をチキンウイングまたはチンロックに固めてブリッジで絞り上げてギブアップを奪う。
ガトー・インビジブル
リバースインディアンデスロックからブリッジし相手の両腕を抱え込み絞り上げる技。
アップルストラクチャー（Apple Structure）
腕を取りながら跨りそのまま前方回転し、その勢いのままブリッジしてエビの状態にある相手の右腕と右脚を固める固め技。
ダイヤル固め
ニコニコフォール
笑顔で両手で頬杖をつきながらフォールする。主にダイヤル固めの最後に用いる。ピンクめんそーれは頬杖の代わりに手で蛇の形を作る。
突撃
ヘッドロックの状態からコーナーに走り頭をぶつける
カニばさみ
両足で相手の両足を挟み込み後ろに倒して足を挟んだままフォール する
メイジャンプ
相手の目の前で両手両足を大きく伸ばしジャンプすることにより相手を威嚇する技
デコピン
志田光とのDKパワーズ結成時限定技。その技名の通りの普通のデコピンである。ロープに振ってのカウンター式、コーナー串刺し式がある
弓矢固め
ジャックナイフ固め
リバースロメロスペシャル
カサドーラ
スラムダンク
バスケットボールのシュートの要領で放つジャンプしての両掌での打撃
八ツ橋
フィギュアエイトレッグロック
卍固め
三角飛びフットスタンプ
スーパーメイパンチ
壁やコーナーを踏み台にして三角飛びの要領でスーパーマンパンチを繰り出す
レタスダイブ
コスチュームがレタスちゃん仕様の時に窓枠に飛び乗りそのまま窓枠から相手に向かって前方回転エビ固めを決める
サン＝ミッシェル
駿河メイによく似たメイ・サン＝ミッシェルの技。腕決め式の変形逆片エビ固め